# Schabakismus
Als Schabakismus wird der synkretistische Glaube der Schabak-Ethnie bezeichnet. Dieser Glaube ist heute zu einer Mischung aus verschiedenen Religionen geworden. Die Schabak sind mehrheitlich schiitisch und nur ein kleiner Teil der Schabak-Ethnie ist sunnitisch. Schabakismus beinhaltet auch teilweise Elemente aus dem Alevitentum, dem Jesidentum und dem Christentum. Zwei Drittel oder 70 Prozent der Schabak-Ethnie praktizieren diesen Glauben.